# The Prisoner’s Song

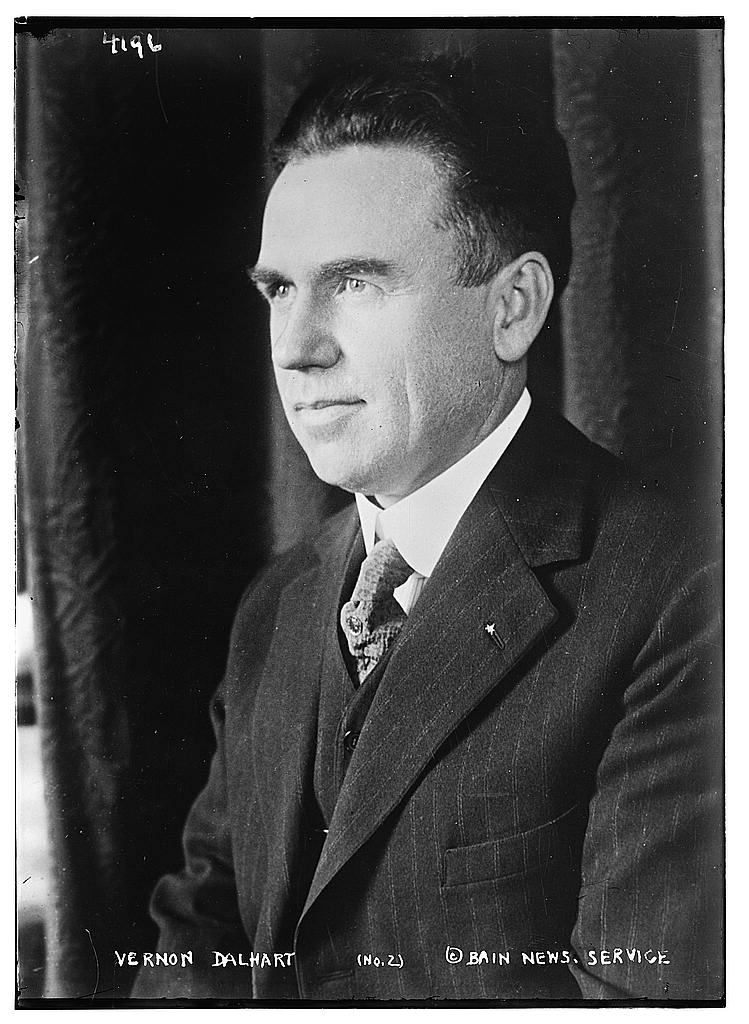
Vernon Dalhart (1917)

Vernon Dalhart – The Prisoner’s Song

The Prisoner’s Song ist ein amerikanischer Country-Song. Text und Melodie stammen von Guy Massey, der das Stück wohl von seinem Bruder Robert Massey kannte, der ihn – oder eine Version davon – wahrscheinlich gehört hatte, als er eine Gefängnisstrafe absaß. Veröffentlicht wurde das Lied 1924 mit dem eingetragenen Urheberrecht von Vernon Dalhart im Musikverlag Shapiro und Bernstein. In der Aufnahme von Vernon Dalhart war es der erste Millionenhit der amerikanischen Old-Time- und Country-Musik.

## Hintergrund
Massey sang den Song seinem Cousin Vernon Dalhart vor, der ihn dann am 13. August 1924 aufnahm und als B-Seite seiner Coverversion des Event-Songs The Wreck of Old 97 (Victor 19427) über den Eisenbahnunfall des Old 97 in Danville veröffentlichte. Aufnahmeleiter Nat Shilkret hatte dem Song vor der ersten Plattenaufnahme noch weitere Textzeilen hinzugefügt; die Urheberrechte ließ Dalhart auf seinen Namen eintragen, zahlte aber seinem Cousin bis zu dessen Tod fünf Prozent der Tantiemen aus.
Die einfache Melodie des Lieds besteht aus fünf Strophen mit alternierenden Enden; die einfache, auf drei Akkorden basierende Begleitung unterstreicht dies. In den Abschnitten, in denen Dalhart nicht singt, spielt eine Geige die Melodie, zum Ende hin ein Obligato. Der Liedtext, der von einem armen Mann handelt, der von seiner geliebten Frau getrennt ist, weist Ähnlichkeiten zum Folksong Lonesome Valley auf.
Die Plattenaufnahme (Victor 19427) wurde zur kommerziell erfolgreichsten Victor-Schellackplatte in der vor-elektrischen Ära. Die Angaben über die Plattenverkäufe schwanken zwischen (belegten) 1,7 Millionen und angeblich sieben Millionen Exemplaren. Der Song war für 32 Wochen in den US-Charts, davon zwölf auf #1. Dalhart nahm den Song (unter anderen Namen) in den folgenden Jahren für 27 weitere Plattenlabel auf.

## Erste Aufnahmen und spätere Coverversionen
Unter Leitung von Ross Gorman nahm Dalhart den Song außerdem für Columbia Records auf; die Version, an der u. a. Red Nichols mitwirkte, blieb jedoch lange Jahre unveröffentlicht. Zu den weiteren Musikern, die den Song ab Ende 1924 coverten, gehörten Vera Guilaroff (Piano Roll) und die Savoy Orpheans (His Master’s Voice). The Prisoner’s Song wurde auch von einer Reihe von Jazzmusikern interpretiert; der Diskograf Tom Lord listet insgesamt 24 (Stand 2016) Coverversionen, u. a. von Philip Lewis, Wingy Manone, Bunny Berigan, Kai Ewans, Seymour Österwall, Dave Brubeck, Kay Starr, Georgie Auld, Louis Armstrong, Rusty Dedrick, Glen Gray, Billy May und Lars Edegran. The Prisoner’s Song wurde von Al Bowlly/Ray Noble Orchestra, in späteren Jahren auch von Eddy Arnold, Chet Atkins, Hylo Brown, Sonny Burgess, Frankie Carle, Wilf Carter, Johnny Cash, Fats Domino, Duane Eddy, Brenda Lee (unter dem Titel Someone to Love Me), Bill Monroe, George Reneau, Hank Snow, Warren Storm, Slim Whitman und Mac Wiseman gecovert. In den Fleischer-Studios entstand 1930 ein gleichnamiger Zeichentrickfilm.
Der Verband der Musikindustrie in den USA (RIAA) nahm das Stück in seine Liste Songs of the Century auf.